# Qri
Pour l’article homonyme, voir QRI.
Qri (coréen : 큐리), de son vrai nom Lee Ji-Hyun (이지현), née le 12 décembre 1986 à Séoul en Corée du Sud, est une actrice et chanteuse sud-coréenne de K-pop.

## Biographie

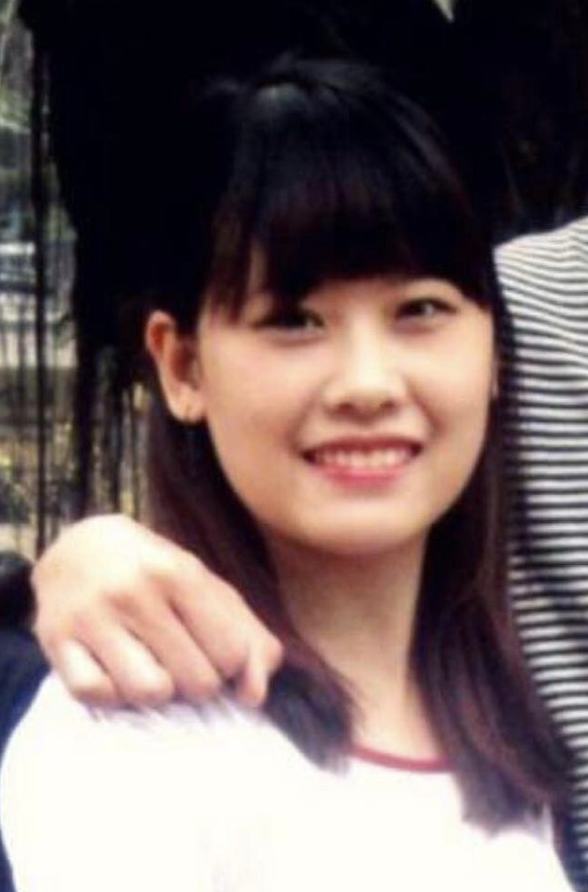
Lee Qri pre-début

Ji-hyun porte le nom de scène Qri, qui est une abréviation du prénom Kyuri, voulant dire "jolie" en coréen. Ce sont ses camarades de classe qui lui ont donné ce surnom.
Elle a étudié à la Juyeob High School puis a fréquenté l'Université Myungji (Théâtre & Arts Visuels).
Elle est membre du groupe T-ara depuis 2009 en tant que chanteuse secondaire, et est aussi une ancienne ulzzang. En 2013, Qri rejoint en parallèle le groupe "QBS", une sous-unité de T-ara, visant notamment le marché japonais. Leur premier single Kaze No You ni atteindra la 13e place du classement Oricon avec 10 000 exemplaires vendus.
Elle était la leader de l'ancien groupe de K-Pop T-ara.
En 2021, elle revient sur scène avec le single Tiki-Taka aux côtés de 3 membres des T-ara (Hahm Eun-jung, Hyomin et Park Ji-yeon).

## Discographie
| Année | Album           | Chanson                                    | Notes      |
| ----- | --------------- | ------------------------------------------ | ---------- |
| 2013  | Bunny Style!    | "Shabondama no Yukue (シャボン玉のゆくえ)" | avec Boram |
| 2013  | Bunny Style!    | "Do we Do we"                              | Solo       |
| 2017  | What's My Name? | "Diamond"                                  | Solo       |

## Filmographie

### Dramas
| Année | Titre                                  | Rôle                | Travail |
| ----- | -------------------------------------- | ------------------- | ------- |
| 2009  | Queen SeonDeok                         | Young Mo            | MBC     |
| 2010  | Master of Study                        | Caméo               | KBS     |
| 2010  | Southern Trader Kim Chul Soo's Updates | Lee Kyung           | KBS     |
| 2010  | Giants                                 | Caméo               | SBS     |
| 2011  | King Geunchogo                         | Princesse Bu Yeojin | KBS     |